# Ilyarachna hirticeps
Ilyarachna hirticeps är en kräftdjursart som beskrevs av Sars 1870. Ilyarachna hirticeps ingår i släktet Ilyarachna och familjen Munnopsidae. Arten är reproducerande i Sverige. Inga underarter finns listade i Catalogue of Life.